# Transvaal

Flagge der Provinz Transvaal

Karte der Provinz Transvaal

Wappen der Provinz Transvaal

Transvaal (afrikaans [tɾʌnsˈfɑːl]) war von 1910 bis 1994 eine der vier Provinzen Südafrikas. Zuvor war das Gebiet von Mitte des 19. Jahrhunderts bis 1902 die unabhängige Südafrikanische Republik oder auch Transvaal-Republik und von 1902 bis 1910 die britische Transvaal-Kolonie. Die Hauptstadt war Pretoria.

## Geographie
Transvaal lag im Nordosten der Republik Südafrika, zwischen den Flüssen Limpopo und Vaal (Transvaal bedeutet „Jenseits des Vaal“). Die Provinz grenzte im Süden an die Provinzen Kapprovinz, Oranje-Freistaat und Natal sowie an Swasiland. Die nördlichen Nachbarn waren Botswana und Simbabwe; im Osten lagen Mosambik und Swasiland. Ihre Fläche betrug 286.059 km².
Gelegentlich wurde Transvaal in folgende Regionen unterteilt, etwa bei den Gerichtsbezirken und im Sport:
- Nord-Transvaal (Northern Transvaal), umfasste die heutige Provinz Limpopo sowie das Gebiet um Pretoria
- Ost-Transvaal (Eastern Transvaal), umfasste die heutige Provinz Mpumalanga
- West-Transvaal (Western Transvaal), umfasste den Ostteil der heutigen Nordwest-Provinz
- Süd-Transvaal (Southern Transvaal), umfasste den Süden der heutigen Provinz Gauteng

## Wirtschaft
Das Gebiet ist eines der wichtigsten Industriegebiete Südafrikas und reich an Bodenschätzen wie Gold, Platin, Eisen, Kupfer, Apatit und Kohle.

## Geschichte
Um 1835 wanderten Buren im sogenannten Großen Treck in das Gebiet ein und gründeten die unabhängige Südafrikanische Republik. In der Sand River Convention wurde 1852 die Unabhängigkeit der Südafrikanischen Republik von den Briten anerkannt, jedoch musste vertragsgemäß die Sklaverei abgeschafft werden. Nach einer ersten Annexion 1877 sah sich das Vereinigte Königreich mit einem Aufstand der Buren konfrontiert, der nach der Schlacht von Majuba Hill dazu führte, dass Transvaal im Abkommen von Pretoria 1881 weitgehende Selbstverwaltung zugestanden wurde, wenn auch unter britischer Suzeränität. 1884 wurde die Republik vom Vereinigten Königreich schließlich als selbständiger Staat anerkannt. Nach dem Zweiten Burenkrieg wurde Transvaal 1900 von den Briten neuerlich annektiert und 1910 als Provinz in die Südafrikanische Union aufgenommen. An der Spitze der Verwaltung der Provinz stand ein Administrator (Verwalter).
In den 1960er Jahren wurden als eine Maßnahme der südafrikanischen Apartheidspolitik Stammesgebiete der schwarzen Bevölkerung vom Provinzterritorium abgetrennt. Es entstanden die Homelands Bophuthatswana (auch auf dem Gebiet der Kapprovinz und der Provinz Oranje-Freistaat), Lebowa, KwaNdebele, Venda, Gazankulu und KaNgwane.
Im Zuge der Provinzreform nach den ersten freien und gleichen Wahlen im Jahr 1994 wurde die Provinz Transvaal aufgelöst und in die heutigen Provinzen Nordwest, Limpopo, Mpumalanga und Gauteng aufgeteilt. In diese wurden auch die Gebiete der Homelands integriert. Die Provinz Nordwest erhielt auch einen Teil der ehemaligen Kapprovinz.

## Sonstiges
Mehrere europäische Orte heißen Transvaal oder tragen von Transvaal abgeleitete Namen, siehe auch den obigen Begriffsklärungshinweis.